# Igor Jančevski
Igor Jančevski (in serbo Игор Јанчевски?; Zemun, 16 settembre 1974) è un ex calciatore macedone, di ruolo centrocampista.